# Durham (Carolina do Norte)
Durham é uma cidade localizada no estado americano da Carolina do Norte, nos condados de Durham, Orange e Wake. Foi incorporada em 10 de abril de 1869. Seu nome é uma homenagem a Bartlett S. Durham. A Duke University é encontrada lá.

## Geografia
De acordo com o United States Census Bureau, a cidade tem uma área de 291,7 km², dos quais 289,6 km² estão cobertos por terra e 2,1 km² por água.

## Demografia
Segundo o censo nacional de 2010, a sua população é de 228 330 habitantes e sua densidade populacional é de 782,6 hab/km². É a quinta cidade mais populosa da Carolina do Norte. Possui 103 221 residências, que resulta em uma densidade de 371,18 residências/km².

## Marcos históricos
A relação a seguir lista as 69 entradas do Registro Nacional de Lugares Históricos em Durham. O primeiro marco foi designado em 13 de novembro de 1966 e o mais recente em 28 de janeiro de 2019. Aqueles marcados com ‡ também são um Marco Histórico Nacional.
- American Tobacco Company Manufacturing Plant
- Bartlett Mangum House
- Bassett House
- Bennett Place State Historic Site
- Bright Leaf Historic District
- Bull Durham Tobacco Factory‡
- Bullington Warehouse
- Burch Avenue Historic District
- City Garage Yard and Fire Drill Tower
- Clark and Sorrell Garage
- Cleveland Street District
- College Heights Historic District
- Cranford-Wannamaker House
- Crowell House
- Dillard-Gamble Houses
- Downtown Durham Historic District
- Duke Homestead and Tobacco Factory‡
- Duke Memorial United Methodist Church
- Durham Cotton Mills Village Historic District
- Durham Hosiery Mill
- Durham Hosiery Mills Dye House
- Durham Hosiery Mills No. 2-Service Printing Company Building
- East Durham Historic District
- Emmanuel AME Church
- Ephphatha Church
- Erwin Cotton Mills Company Mill No. 1 Headquarters Building
- Fairntosh Plantation
- Forest Hills Historic District
- Foster and West Geer Streets Historic District
- Golden Belt Historic District
- Greystone
- Hillside Park High School
- Holloway Street District
- Hope Valley Historic District
- Horton Grove Complex
- Johm C. and Binford Carr House
- John Sprunt Hill House
- Kinchen Holloway House
- Lakewood Park Historic District
- Liberty Warehouse Nos. 1 and 2
- Mary Duke Biddle Estate
- Morehead Hill Historic District
- North Carolina Central University
- North Carolina Mutual Life Insurance Company Building‡
- North Durham County Prison Camp (Former)
- North Durham-Duke Park District
- Pauli Murray Family Home‡
- Pearl Mill Village Historic District
- Pegram House
- Powe House
- Richard D. Blacknall House
- Russell School
- Scarborough House
- Scott and Roberts Dry Cleaning Plant, Office, and Store
- Smith Warehouse
- St. Joseph's African Methodist Episcopal Church
- Stagville
- Stokesdale Historic District
- Trinity Historic District
- Venable Tobacco Company Prizery and Receiving Room
- Venable Tobacco Company Warehouse
- Watts and Yuille Warehouses
- Watts Hospital
- Watts-Hillandale Historic District
- West Durham Historic District
- West Point on the Eno
- Wiley and Elizabeth Forbus House
- William Thomas O'Brien House
- Wright's Automatic Machinery Company